# 十和田市立下切田小学校
十和田市立下切田小学校（とわだしりつ しもきりだしょうがっこう）は、青森県十和田市大字切田にあった公立小学校。

## 沿革
- 1876年（明治9年）8月9日 - 切田村正法寺を借用し、切田小学として発足。
- 1879年（明治12年） - 外ヶ沢分校設置。
- 1882年（明治15年）9月8日 - 八幡宮の社地に校舎新築移転。
- 1886年（明治19年）7月7日 - 切田簡易小学校と改称。
- 1892年（明治25年）4月1日 - 切田尋常小学校と改称。同日、外ヶ沢分校が独立し、外ヶ沢尋常小学校となる。
- 1903年（明治36年）3月6日 - 八幡宮社地隣接地に校舎新築移転。
- 1908年（明治41年） 4月1日 - 下切田尋常小学校と改称。
- 1919年（大正8年）12月 - 下切田農業補習学校設置。
- 1926年（大正15年）7月 - 農業補習学校が、青年訓練所充当となる。
- 1928年（昭和3年）10月 - 大字切田字下切田10番地（現在地）に、校舎新築移転。
- 1935年（昭和10年）7月1日 - 青年訓練所充当農業補習学校は青年学校となる。
- 1941年（昭和16年）4月1日 - 国民学校令により、下切田国民学校と改称。
- 1942年（昭和17年）4月 - 高等科併置。
- 1947年（昭和22年）4月1日 - 学制改革により、三本木町立下切田小学校と改称。高等科生は、三本木中学校・切田中学校へ移籍。
- 1948年（昭和23年）3月31日 - 青年学校閉校。
- 1950年（昭和25年）7月 - 下切田中学校併設。
- 1955年（昭和30年）2月1日 - 三本木町の市制施行により、三本木市立下切田小学校と改称。
- 1956年（昭和31年）10月10日 - 市名変更により、十和田市立下切田小学校と改称。
- 1958年（昭和33年）4月1日 - 下切田中学校は切田中学校と統合廃止。
- 1981年（昭和56年）
  - 3月 - 新校舎完成し、移転。
  - 12月 - 新体育館完工により、移転。
- 2016年（平成28年）4月1日 - 上切田小学校を統合。
- 2021年（令和3年）11月20日 - 閉校式挙行[1]。
- 2022年（令和4年）
  - 3月18日 - 最後の卒業式挙行。最後の卒業生は女子児童1名[2]。
  - 3月31日 - 十和田市立南小学校へ統合され、閉校。

## 児童数
| 学年 | 1年 | 2年 | 3年 | 4年 | 5年 | 6年 | 特別支援 | 合計 |
| ---- | --- | --- | --- | --- | --- | --- | -------- | ---- |
| 学級 | 0   | 0.5 | 0   | 0.5 | 0   | 1   | 0        | 2    |
| 児童 | 0   | 1   | 0   | 1   | 0   | 1   | 0        | 3    |

- 2021年度の閉校時点[3]。

## 学区
- 大字切田、大字相坂字向切田、大字藤島字古渕川原。

## 周辺
- 青森県道45号十和田三戸線
- 青森県道168号切田五戸線
- 奥入瀬川

## 参考資料
- 『青森県教育史 別巻』（青森県教育委員会・1973年12月20日発行）「学校沿革 小学校」737頁「下切田小学校」
- 『十和田市史 上巻』（十和田市・1976年9月1日発行）「第四篇教育 第二章学校教育 第五節現在の教育 五市内小中学校の沿革 ○小学校」765頁「下切田小学校」
  - いずれも、1958年（昭和33年）の記載分まで。